# 五山街道
五山街道是中国广东省广州市天河区下辖的一个街道，始设于1953年。辖区总面积10.59平方公里，2005年总人口9.56万人，常住人口7.41万人，外来人口2.15万人。

## 得名由来
“五山”得名由来有两说：一说是因该处有多个小山岗，五山泛指多山；二是此地周围有五个山岗环绕，中间为盆地，曾有“五马饮泉”之说。

## 行政区划
岳洲社区、茶山社区、东莞庄社区、华工社区、华农社区、农科院社区、广外艺社区、粤垦社区、白石岗社区、瘦狗岭社区、高胜社区、五所社区和汇景社区

## 住宅區
辖区内有茶山新村、五山花园、天一新村、嘉逸花园、半山翠庭、高胜花园、茶山小区、嵩山小区、凤凰新村、南秀村、南新村、西秀村、东秀村、春晖苑、半山雍景苑、南门苑、茶景苑、瀚景轩、汇景新城、丽晴轩、九洲文化家园等住宅小区。

## 交通

### 地铁
█广州地铁3号线：五山站

### 主要道路
岳洲路、五山路、粤汉路、汇景北路、东莞庄路、茶山路、华南东侧路(往长兴街道岑村方向)、东莞庄一横路、长福路、广园快速路（瘦狗岭路）、粤垦路、凤阳路（华农校内道路）

### 公交线路
22路、20路、197路、78路、27路、138路、B10路（原234路）、41路、218路

## 教育

### 高校
- 华南理工大学五山校區
- 华南农业大学
- 暨南大学华文学院
- 广东外语艺术职业学院Archive.today的存檔，存档日期2013-01-12
- 广东科学技术职业学院
- 广东科贸职业学院（页面存档备份，存于）
- 中国科学院广州能源研究所（中国科学技术大学能源科学与技术学院）

### 中学
- 广州市第四十七中学[3]
- 广州市第四十七中学汇景实验学校
- 华南理工大学附属中学

### 小学
- 华南理工大学附属小学
- 华南农业大学附属小学
- 五山小学
- 广州市第四十七中学汇景实验学校（小学部）